# Escadrille Spa.90
Escadrille Spa.90 (originalmente chamado de Escadrille N.90) foi um esquadrão de caças francês que serviu na Primeira Guerra Mundial desde o início de 1917 até o fim da guerra. Eles foram creditados com a destruição de 13 aviões alemães e 22 balões de observação.

## História
O Escadrille Spa.90 começou com a combinação de duas formações existentes, N504 e N507, no início de 1917. Foi fundado como um esquadrão de caça integrante do VIII Armée e foi inicialmente apelidado de Escadrille N.90 porque os caças Nieuport eram sua aeronave predominante.
Em 22 de abril de 1918, o esquadrão foi rebatizado como Escadrille Spa.90 quando foi reequipado com caças SPAD. A 9 de novembro de 1918, a unidade foi citada em despachos por ter destruído 10 aviões alemães e 14 balões de observação. No entanto, a sua pontuação total de vitórias na guerra foi de 13 aviões e 22 balões.

## Oficiais comandantes
- Tenente Pierre Weiss: início de 1917 - 4 de novembro de 1918[1]

## Membros notáveis
- Tenente-coronel Marius Ambrogi
- Tenente-coronel Jean André Pezon
- Adjutant Charles J. V. Macé
- Adjutant Maurice Bizot[1]